# Dan Warry-Smith
Dan Warry-Smith (Toronto, 4 giugno 1982) è un attore canadese.

## Biografia
Nel 1996 è stato co-protagonista del film The Legend of Gator Face. Ha partecipato come attore in alcuni episodi delle serie televisive e in diverse pellicole cinematografiche. È anche un produttore.

## Filmografia

### Attore
- Ghost Mom (1993)
- Spy (The Long Kiss Goodnight) (1996)
- The Legend of Gator Face (1996)
- Goosebumps (3 episodi, 1996, 1997)
- La mossa del diavolo, (Bless the Child) (2000)
- Tagged: The Jonathan Wamback Story (TV) (2001)
- The Guardian (1 episodio, 2001)
- The Newsroom (TV) (2002)
- Sue Thomas: F.B.Eye (1 episodio, 2003)
- American Trip - Il primo viaggio non si scorda mai (2004)
- Kevin Hill (1 episodio, 2005)
- The West Wing (1 episodio, 2005)
- Cool Money (TV) (2005)
- Boygirl - Questione di... sesso (2006)
- A Raisin in the Sun (2008)
- The Listener (1 episodio, 2009)
- Flashpoint (1 episodio, 2009)
- Dan for Mayor (1 episodio, 2010)

### Produttore
- All Hat (2007)
- -2 Livello del terrore (2007)
- The Listener (6 episodi, 2009)

## Doppiatori italiani
Nelle versioni in italiano delle opere in cui ha recitato, Dan Warry-Smith è stato doppiato da:
- Francesco De Francesco in Suits
- Luigi Scribani in Private Eyes